# 不自然
| ウィキペディアには「不自然」という見出しの百科事典記事はありません（タイトルに「不自然」を含むページの一覧/「不自然」で始まるページの一覧）。 代わりにウィクショナリーのページ「不自然」が役に立つかもしれません。 |